# اطسا
اطسا نام شهر و شهرستانی در استان فیوم مصر است. 

## منبع
ویکی‌پدیای عربی، ۲۱ مارس ۲۰۰۷.